# Picnic, januar 1989
|  | Denne artikel er oprettet af botten Steenthbot ud fra en ekstern database. Den kan derfor have sproglige fejl eller mangler. Denne skabelon kan fjernes efter kontrol af indholdet. |

Picnic, januar 1989 er en dansk eksperimentalfilm fra 1989 instrueret af Pablo Llambias.

## Handling
Ikke et ord om Monty Python. Det er for børn.